# Thomas Ottmann
Thomas Ottmann (* 15. Februar 1943 in Magdeburg) ist ein deutscher Informatiker und emeritierter Professor auf dem Lehrstuhl für Algorithmen und Datenstrukturen der Albert-Ludwigs-Universität Freiburg.

## Werdegang
Sein Studium der Mathematik, Physik und Mathematischen Logik an der Universität Münster schloss er 1971 mit der Promotion ab. 1975 erhielt er die Venia legendi der Universität Karlsruhe und lehrte dort bis 1987. Darauf wurde er Inhaber des ersten Lehrstuhls für Informatik der Universität Freiburg, wo er bis zu seiner Emeritierung 2008 blieb.

## Ehrungen
- 2006: GI-Fellow
- 2009: Universitätsmedaille der Universität Freiburg

## Schriften (Auswahl)
- Programmierung mit PASCAL (mit Peter Widmayer). Teubner, Stuttgart 1980; 9. A. Springer Vieweg, Wiesbaden 2018, ISBN 978-3-658-18120-8.
- Algorithmen und Datenstrukturen (mit Peter Widmayer). BI, Mannheim 1990; 6. A. Springer Vieweg, Berlin 2017, ISBN 978-3-662-55649-8.